# М60-16 «Камертон»
М60-16 «Камертон» — міномет калібру 60 мм українського виробництва. Розроблений ПАТ «Завод „Маяк“» в 2016 році.
Розроблений спеціально для використання підрозділами десантних військ, військ спеціального призначення.

## Історія
Станом на жовтень 2017 року міномет пройшов визначальні випробування і готується до державних. Міністерство оборони України замовило дослідну партію, за результатами випробування якої буде прийнято рішення про перспективу закупівлі міномету. «Камертон» розроблявся як полегшений міномет спеціально для підрозділів та з'єднань високомобільних десантних військ, підрозділів та частин сил спеціальних операцій. Його вага складає всього 20 кг, а дальність стрільби 3500 метрів. Міномети такого калібру ніколи не стояли на озброєнні української армії, проте мають широке розповсюдження в країнах блоку НАТО. Перевага мінометів такого калібру полягає у вазі, що дозволяє транспортувати міномет без використання транспортних засобів.
На виставці 2017 року міномета був обладнаний електронним мінометним прицілом EMS-1 українського підприємства «Прецизійні артилерійські системи». Він значно полегшує і пришвидшує роботу навідника.

## Зовнішні посилання
- Для ССО презентували 60-мм міномет “Камертон”. mil.in.ua. Український мілітарний портал. 16 березня 2017. Архів оригіналу за 12 жовтня 2017. Процитовано 11 жовтня 2017.
- Українські міномети: що Маяк показав на виставці Зброя та безпека-2017. mil.in.ua. Український мілітарний портал. 11 жовтня 2017. Архів оригіналу за 11 жовтня 2017. Процитовано 11 жовтня 2017.